# Philharmostes werneri
Philharmostes werneri är en skalbaggsart som beskrevs av Alberto Ballerio 2001. Philharmostes werneri ingår i släktet Philharmostes och familjen Hybosoridae. Inga underarter finns listade i Catalogue of Life.